# ام‌دی ۵۰۰
ام‌دی ۵۰۰ (به انگلیسی: MD Helicopters MD 500) یک سری از بالگردهای چندمنظورهٔ غیرنظامی و سبُک ساخت ایالات متحده آمریکاست. این بالگرد درواقع مدل غیرنظامی از بالگرد هیوز اواچ-۶ کایوس است و در آغاز برای مصارف غیرنظامی با نام هیوز ۳۶۹ و هیوز ۵۰۰ تولید شد و پس از اینکه شرکت هیوز بوسیلهٔ مک‌دانل داگلاس خریده شد، نام آن به ام‌دی ۵۰۰ تغییر یافت و عبارت ام‌دی نیز مخفف «مک‌دانل داگلاس» است. سری ام‌دی ۵۰۰ شامل بالگردهایی با مدل‌های گوناگون است که تا سال ۲۰۲۰ میلادی، تنها سه مدل از خانواده ۵۰۰ با نام‌های 500E و 520N و 530F در خط تولید شرکت ام‌دی هستند. البته با ارتقاء و افزودن امکانات بیشتر به خانواده ام‌دی-۵۰۰ بالگردهای دیگری همانند بوئینگ ای‌اچ-۶ (پهپاد)، ام‌اچ۶ پرنده کوچک (عملیات ویژه) و دینفدر (پشتیبانی زمینی) برای کاربردهای دیگر نیز ساخته شده‌اند.

## طراحی و توسعه

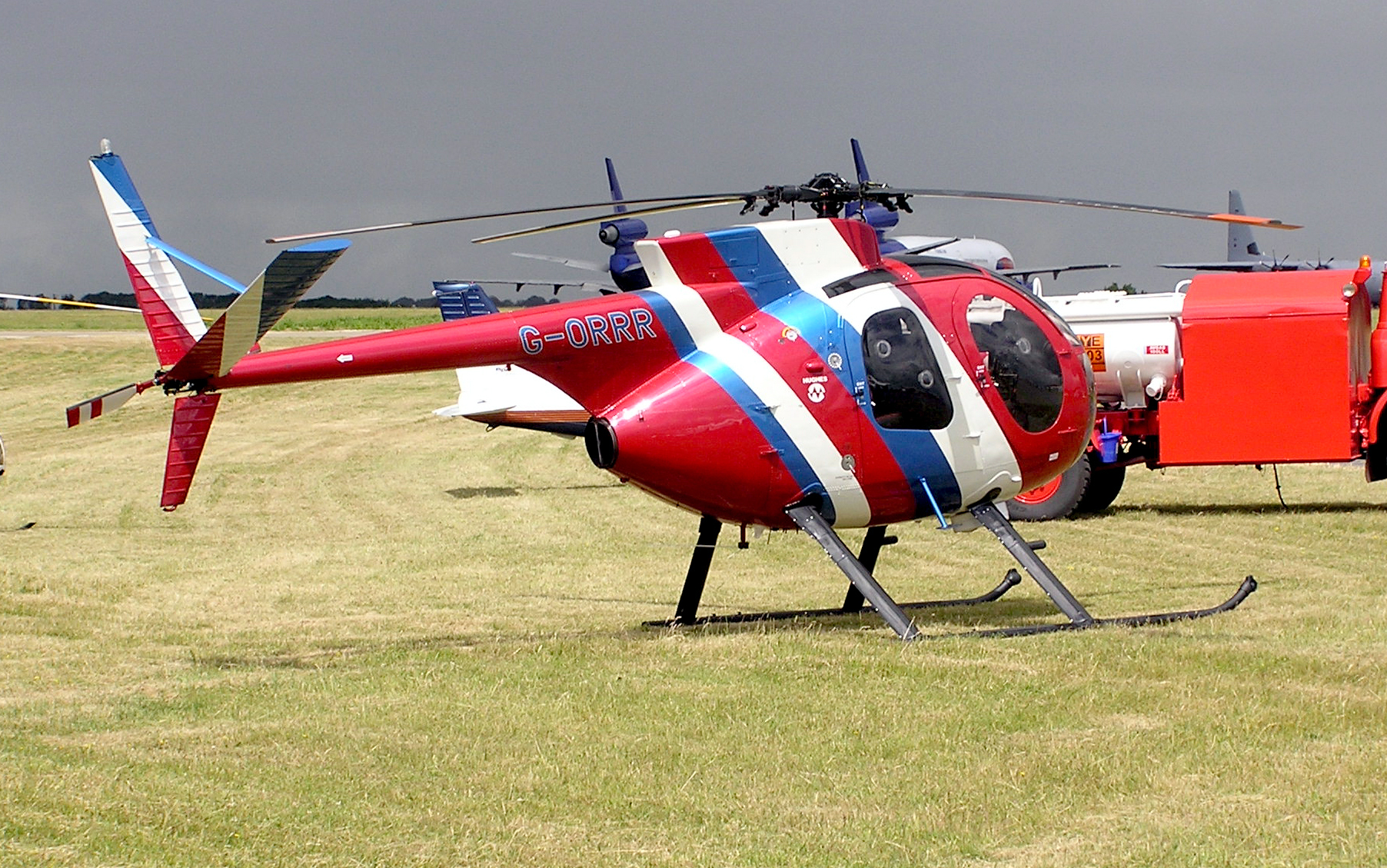
هیوز مدل ۳۶۹HS

ایدهٔ ساخت بالگرد ام‌دی ۵۰۰ از دهه ۵۰ میلادی آغاز شد. پس از اینکه نیروی زمینی آمریکا درخواست یک بالگرد شناسایی سبک‌وزن را به پنتاگون ارائه کرد، حکومت فدرال ایالات متحده آمریکا تسهیلات مالی پژوهش و آزمایش را برای چند شرکت برتر در زمینهٔ بالگردسازی تهیه نمود. شرکتهایی همانند بل، هیوز، فیرچایلد و هیلر از برترین‌های این مناقصه بودند، و سه گزینه با نام‌های هیوز ۳۶۹، بل وای‌اواچ-۴ و فیرچایلد-هیلر اف‌اچ۱۱۰۰ از گزینه‌های پیشنهاد شده به نیروی زمینی آمریکا بودند. هیوز ۳۶۹ بر رقبای خود چیره شد و پس از یک دهه ارتقاء با نام «کایوس» در سال ۱۹۶۳ نخستین پرواز خود را انجام داد. به‌دلیل نیاز بخشهای غیرنظامی به چنین بالگرد کاربردی و کوچکی، شرکت هیوز مدل غیرنظامی آن را نیز با نام «هیوز ۵۰۰» ساخت که امروزه ام‌دی ۵۰۰ نامیده می‌شود.
ام‌دی ۵۰۰ دارای ویژگی‌هایی همانند اسکیدهای ضربه‌گیر با میلهٔ استرات‌بار، یک دستگاه موتور در پشت کابین عقب، باتری در دماغهٔ بالگرد و باک سوخت در زیر کابین سرنشینان است. بالگرد ام‌دی ۵۰۰ دارای یک ملخ با قطر کم و دم کوتاه است و اگزوز آن در زیر دُم نصب شده‌است که درمجموع موجب شده که چابکی بالگرد افزایش یابد در هنگام وزش بادهای شدید و طوفان، در مسیر جریان باد دریفت نکند و از مسیر خود منحرف نشود و به دلیل حجم پایین بالگرد، مقاومت زیادی در برابر انحراف از مسیر داشته باشد.

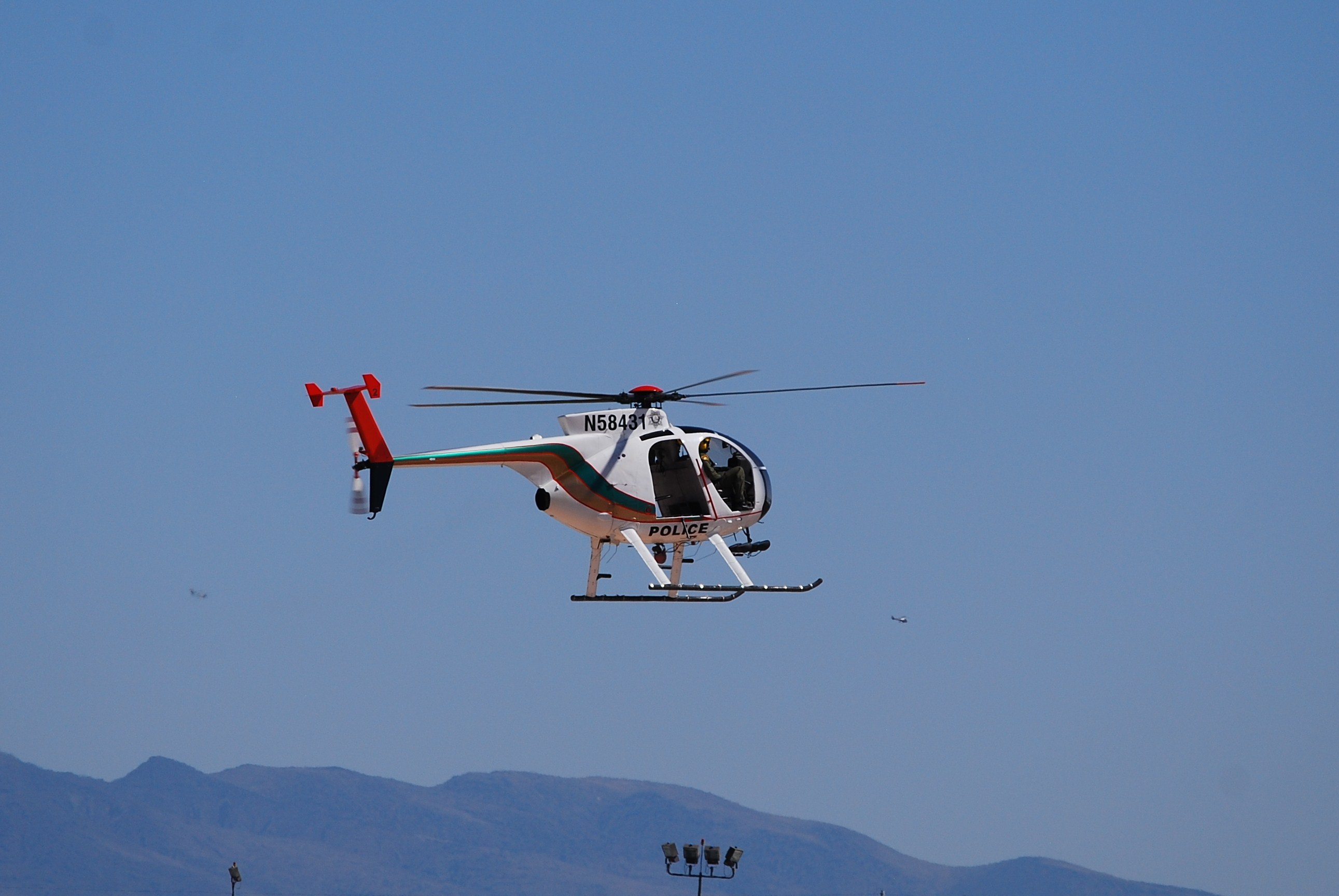
ام‌دی 500C
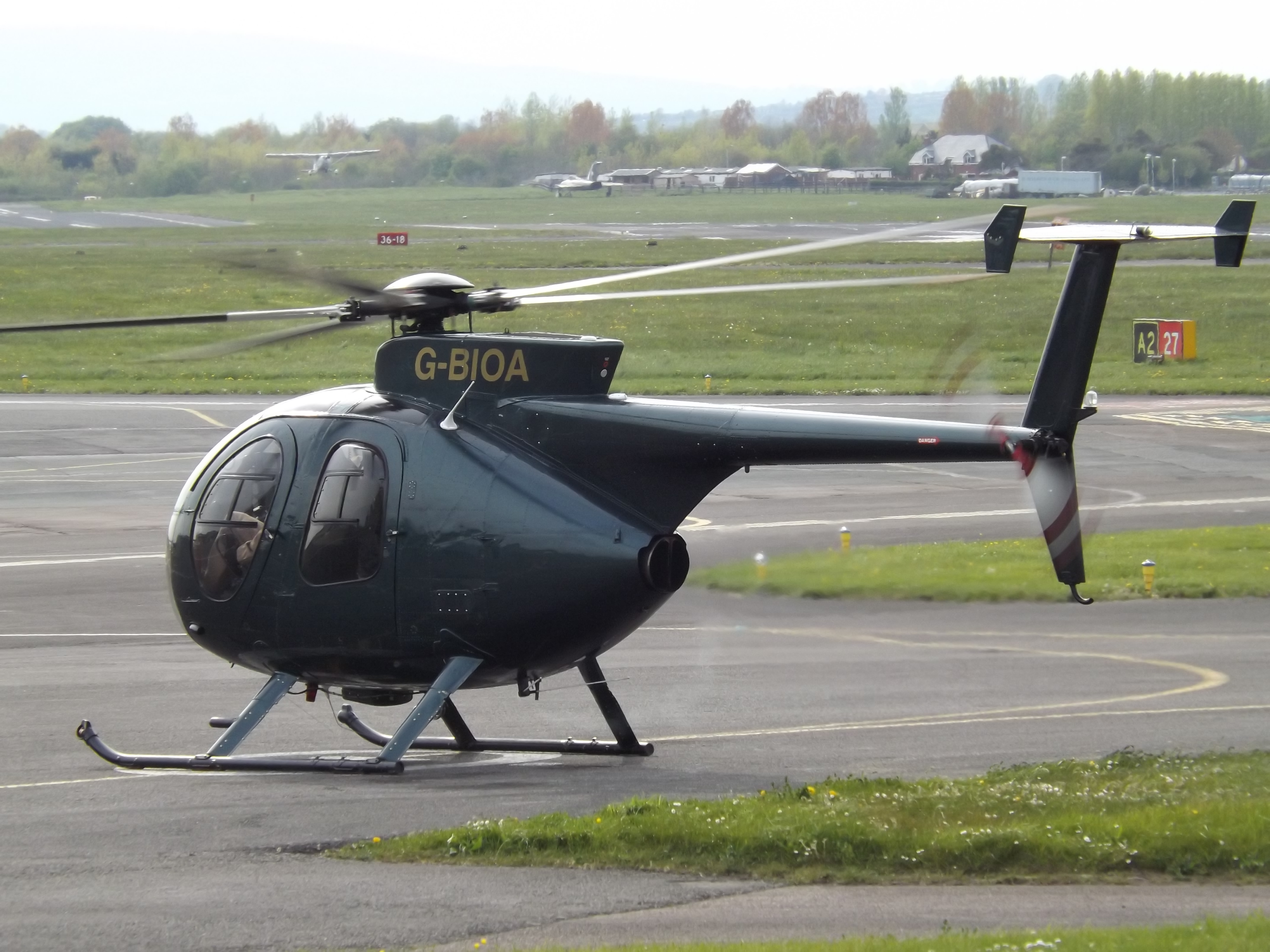
هیوز ۵۰۰ (500C)
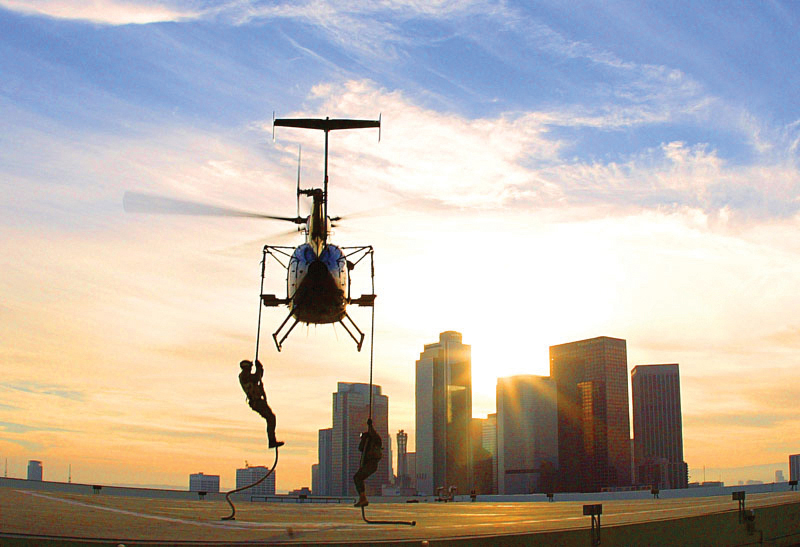
هیوز ۵۰۰ تیم رهایی گروگان اف‌بی‌آی (500C)
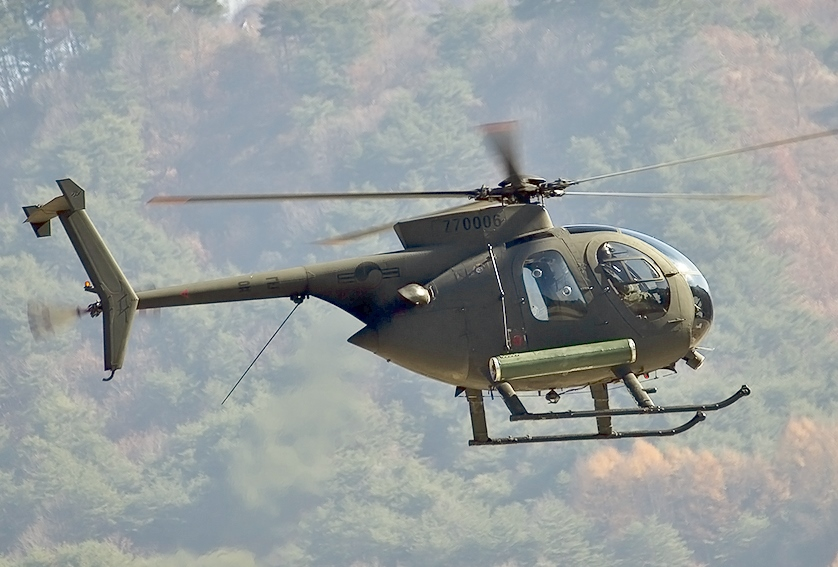
ام‌دی ۵۰۰C کره جنوبی

## هیوز ۵۰۰ / ام‌دی ۵۰۰

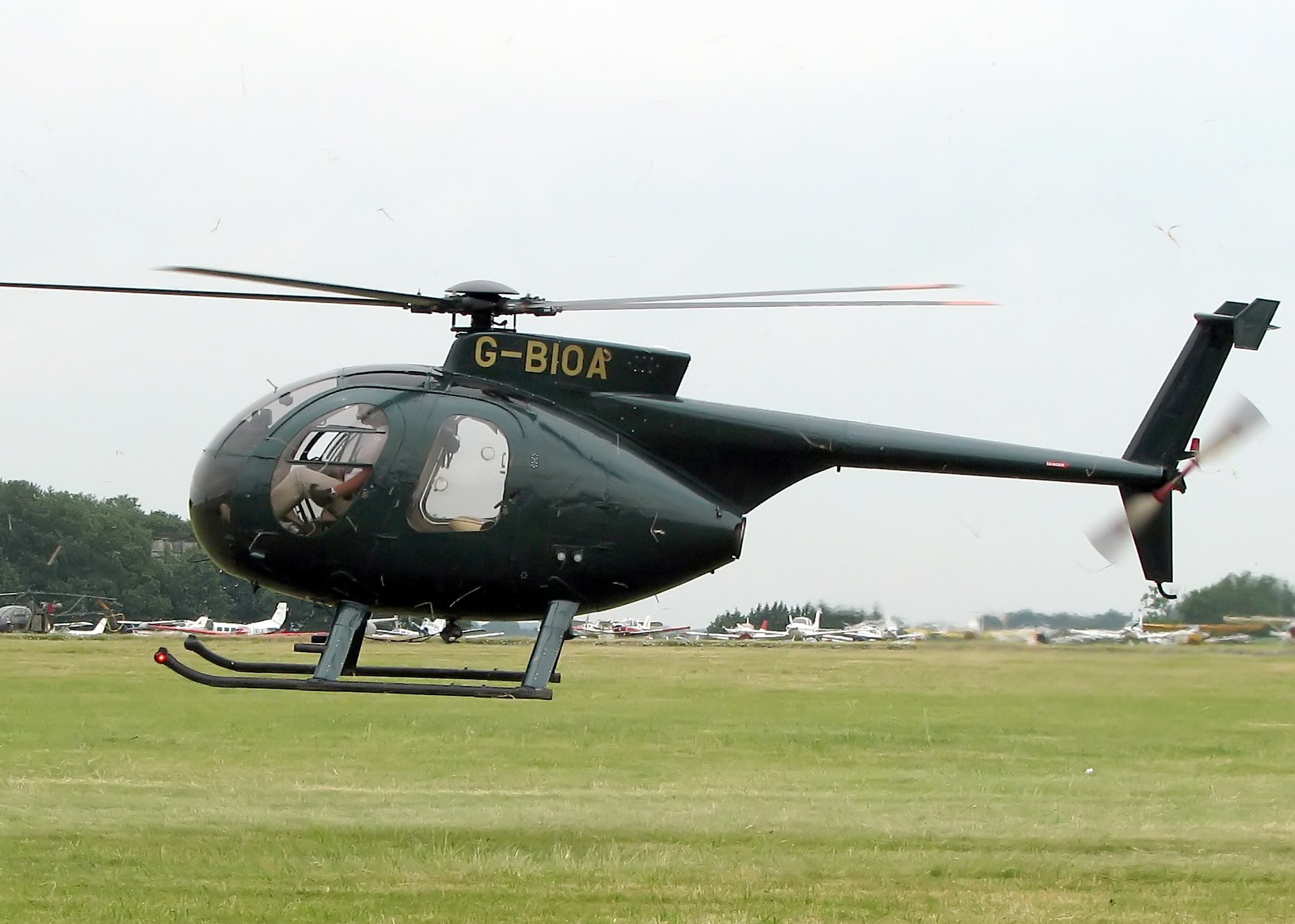
هیوز مدل ۳۶۹D

حتی قبل از تولید «کایوس»، شرکت هیوز به مشتریان غیرنظامی وعدهٔ فروش یک بالگرد ارزان و مطمئن را داده بود که قرار بود با نام هیوز ۵۰۰ به بازار عرضه شود. یک مدل ترابری غیرنظامی با نام هیوز ۵۰۰-یو طراحی شد که چندی بعد با نام هیوز ۵۰۰-سی معرفی گشت. مدل ۵۰۰-دی در سال ۱۹۷۶ برترین نوع از خانوادهٔ هیوز ۵۰۰ بود و با موتوری قوی‌تر، دُم تی‌شکل و ملخ ۵ تیغه به بازار عرضه شد که ملخ ۴ تیغه نیز بعنوان آپشن وجود داشت. سپس با ۵۰۰-ای در سال ۱۹۸۲ جایگزین شد و مدل E دارای یک دماغهٔ نوک‌تیز با بهبودهای بسیاری در بخش کابین بود و فضای پاها و سر برای سرنشینان افزایش یافت. پس از آن مدل ۵۰۰-اف ارائه شد که نیرومندتر از مدل قبل بود و توانایی کارکرد در شرایط سخت و گرما و ارتفاع را داشت.
در سال ۱۹۸۴ مک‌دانل داگلاس، هیوز را خرید و از سال ۱۹۸۵ تا کنون، هیوز 500E و 530F با نام‌های ام‌دی 500E و 530F تولید می‌شوند. مک‌دانل داگلاس به مدت ۱۳ سال صاحب فناوری‌ها و میراث بجامانده از هیوز بود و به دنبال آن شرکت بوئینگ که قصد دستیابی به فناوری‌های هواپیمایی موجود در شرکت مک‌دانل داگلاس را داشت، در سال ۱۹۹۷ موفق شد مک‌دانل داگلاس را با همهٔ زیرگروه‌هایش خریداری کند که شرکت «مک‌دانل داگلاس هلیکاپتر سیستمز» نیز یکی از آن زیرگروه‌ها بود. شرکت بوئینگ صاحب میراث بزرگی از شرکت پیاسکی هلیکاپتر بود و علاقه‌ای به بالگردهای تک‌موتورهٔ هیوز/مک‌دانل داگلاس نداشت و در سال ۱۹۹۹ خط تولید بالگردهای مک‌دانل داگلاس را به شرکت آر.دی. ام که مقر آن در هلند بود فروخت و ام‌دی هلیکاپترز شکل گرفت.

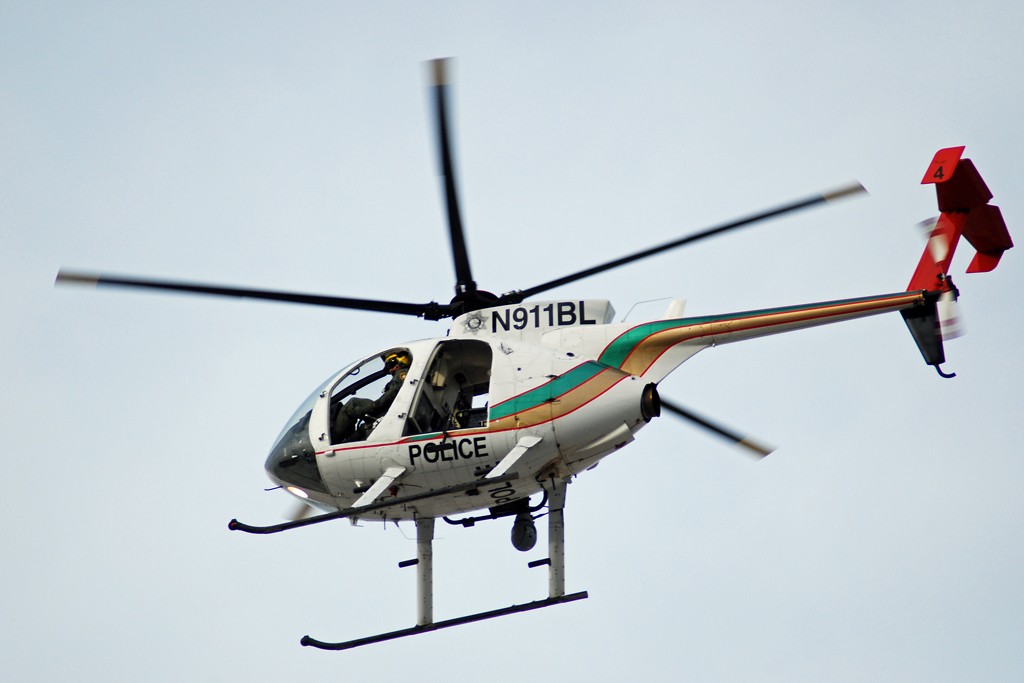
500E پلیس لاس وگاس
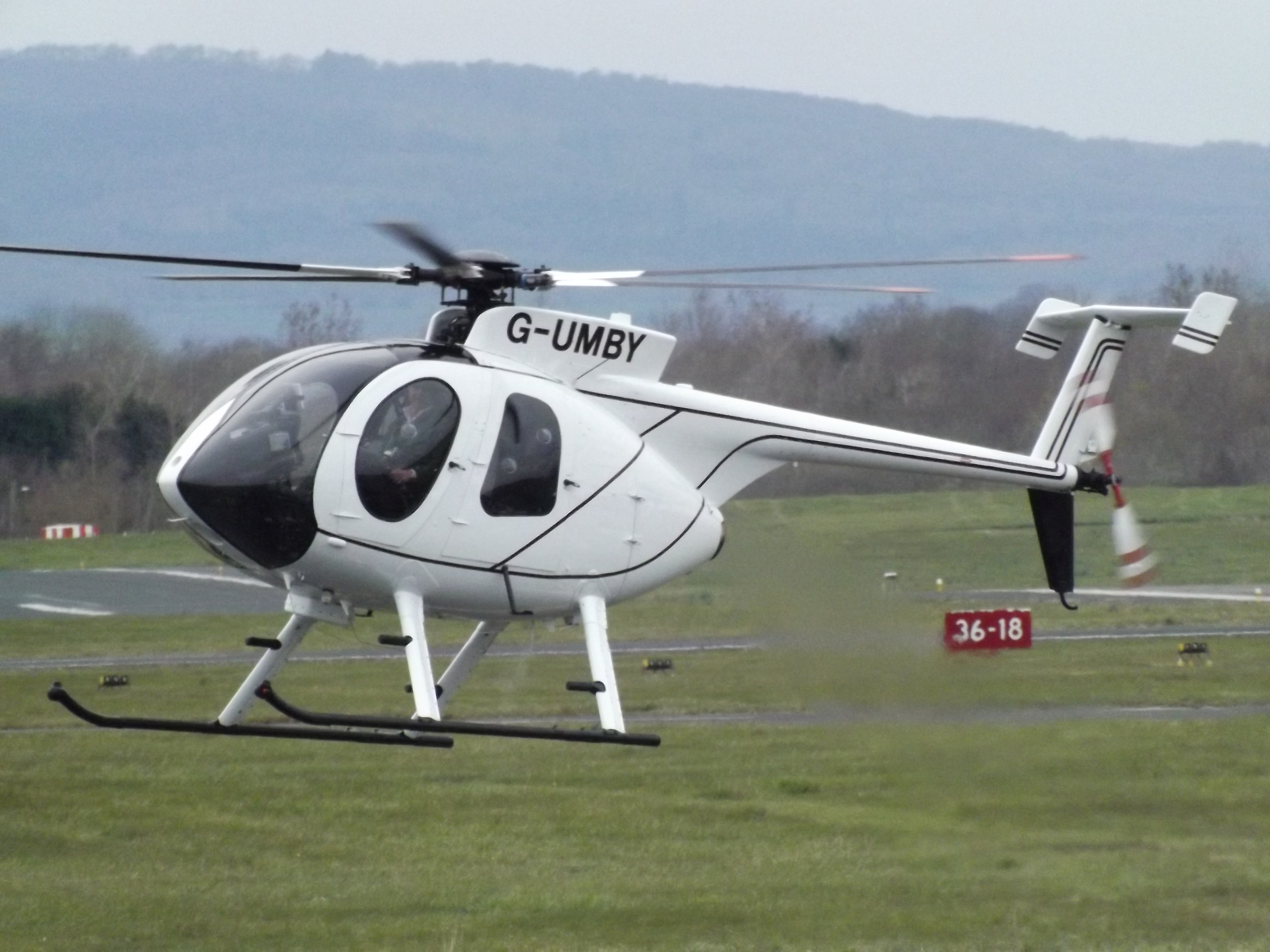
500E
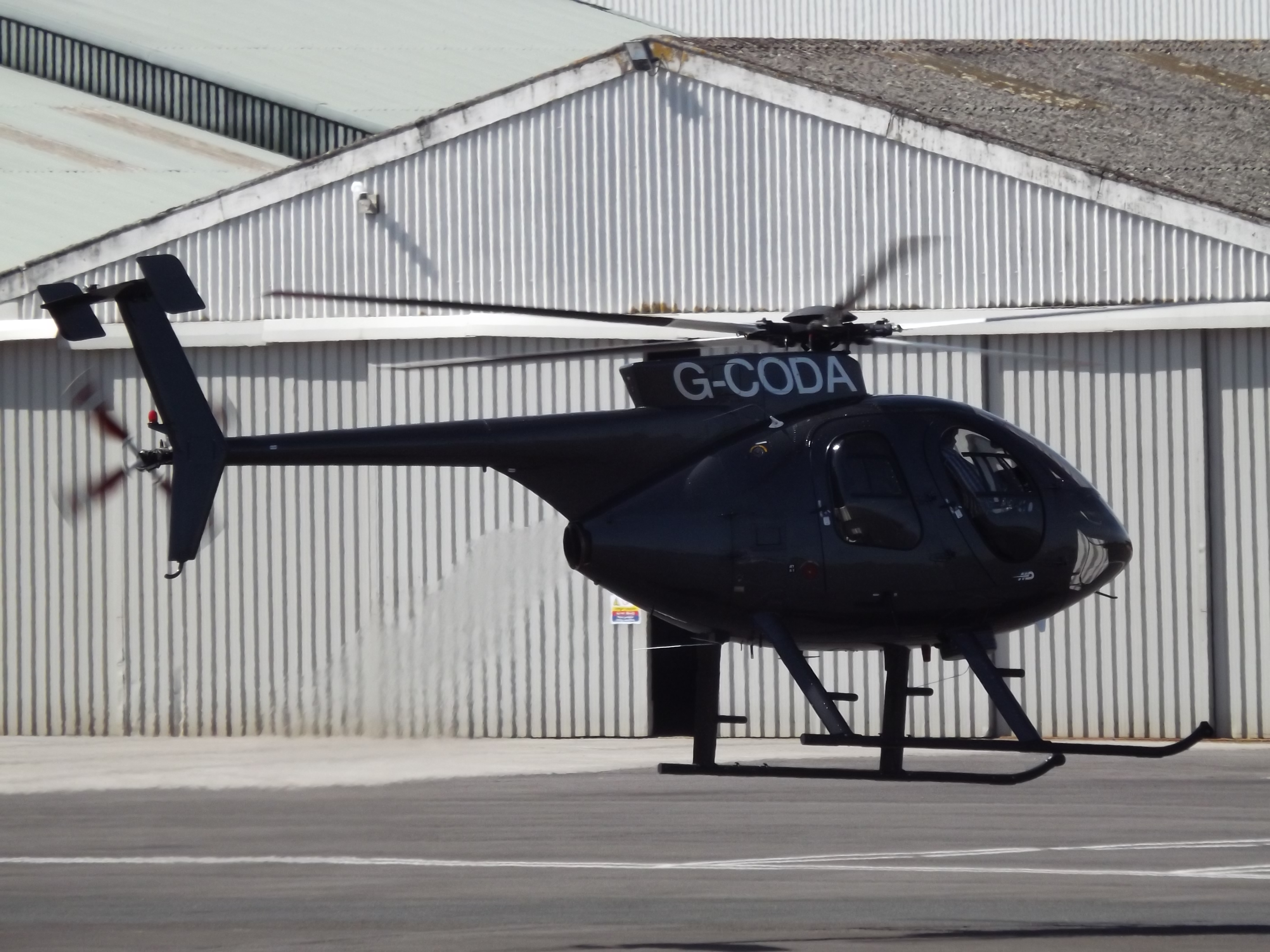
500E
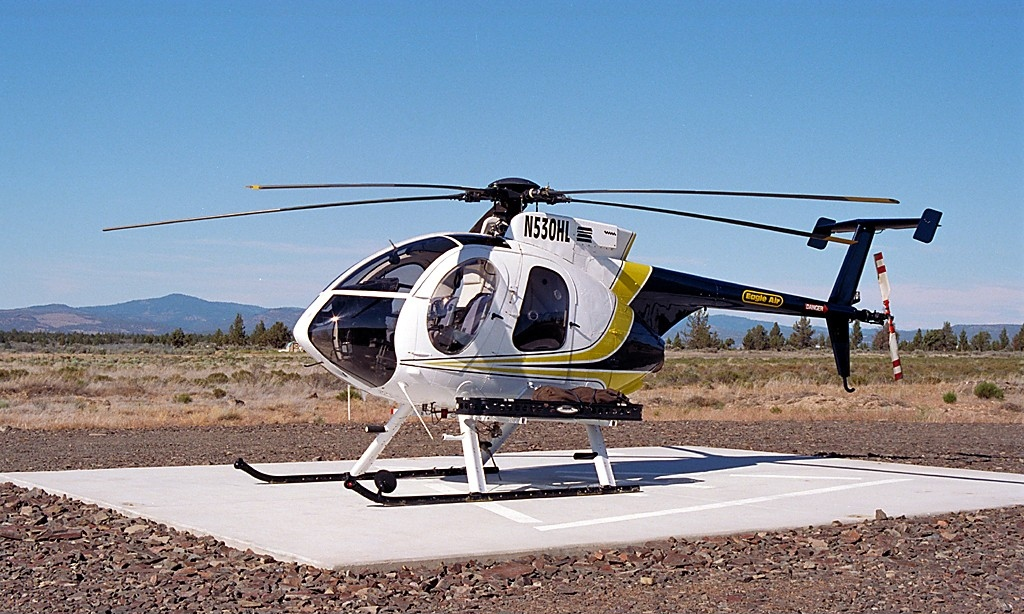
ام‌دی 530F (369F- 530HL)
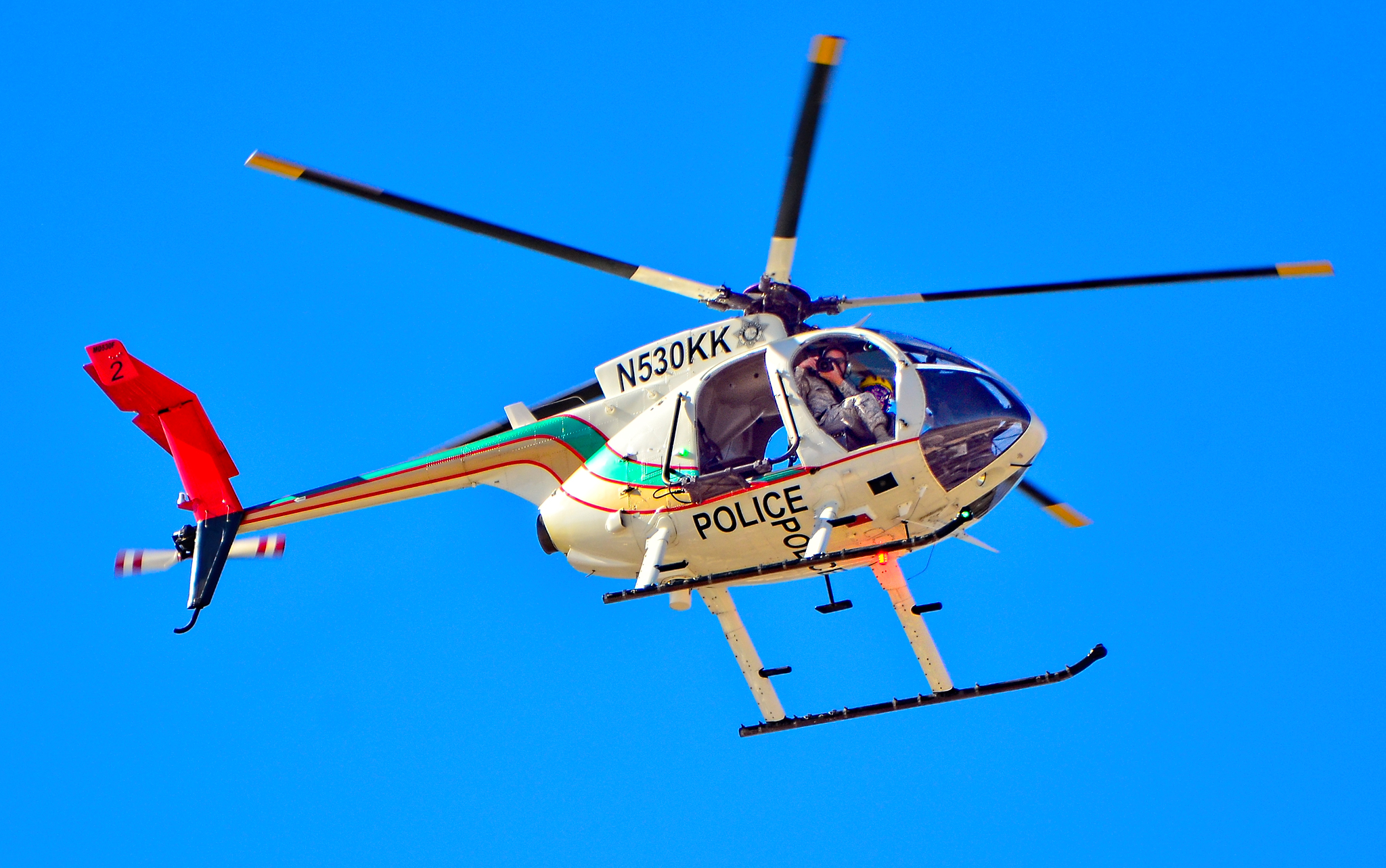
ام‌دی 530F (369F- 530KK)
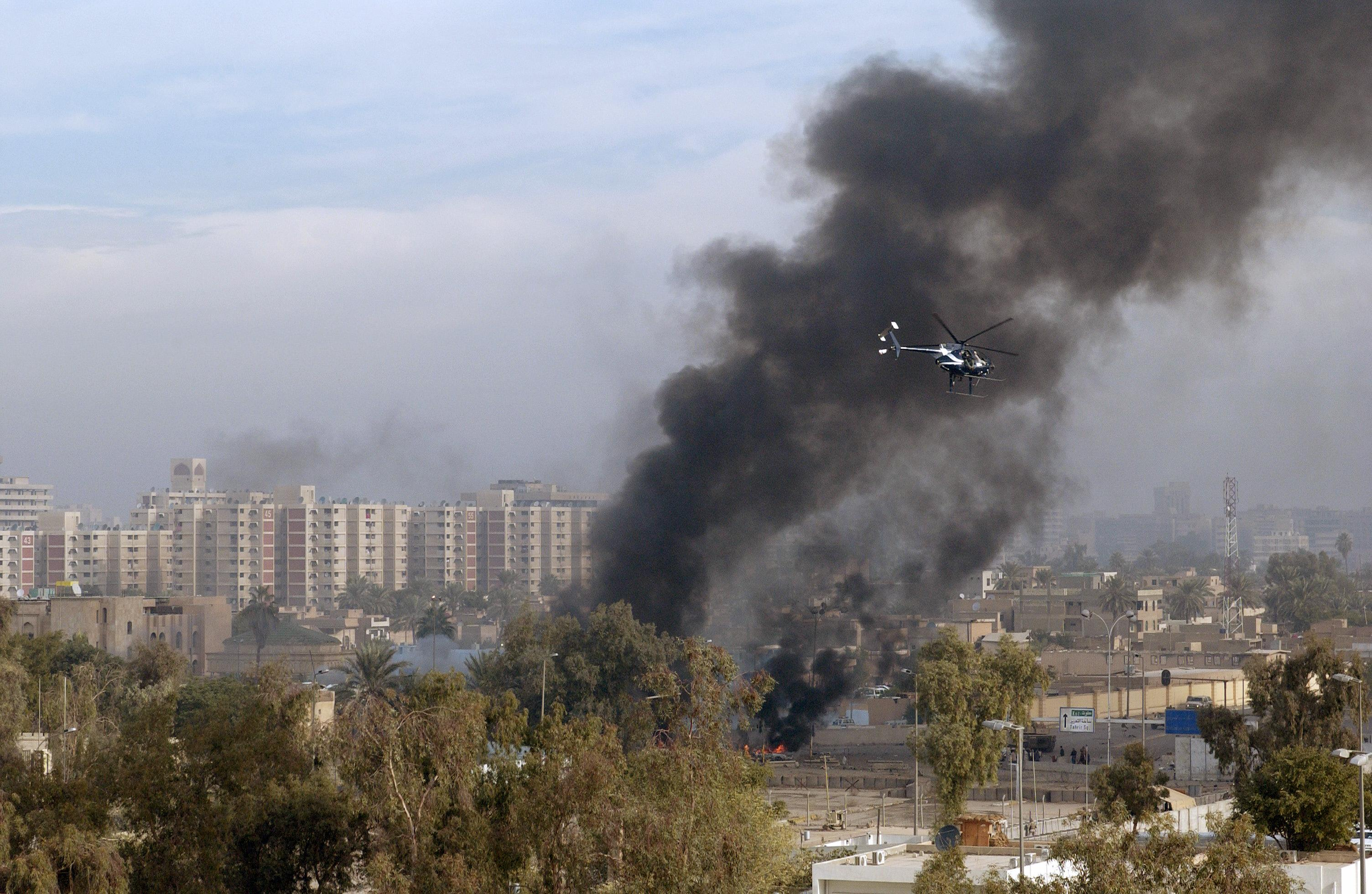
ام‌دی 530F شرکت بلک‌واتر

## ۵۲۰-اِن (520N)

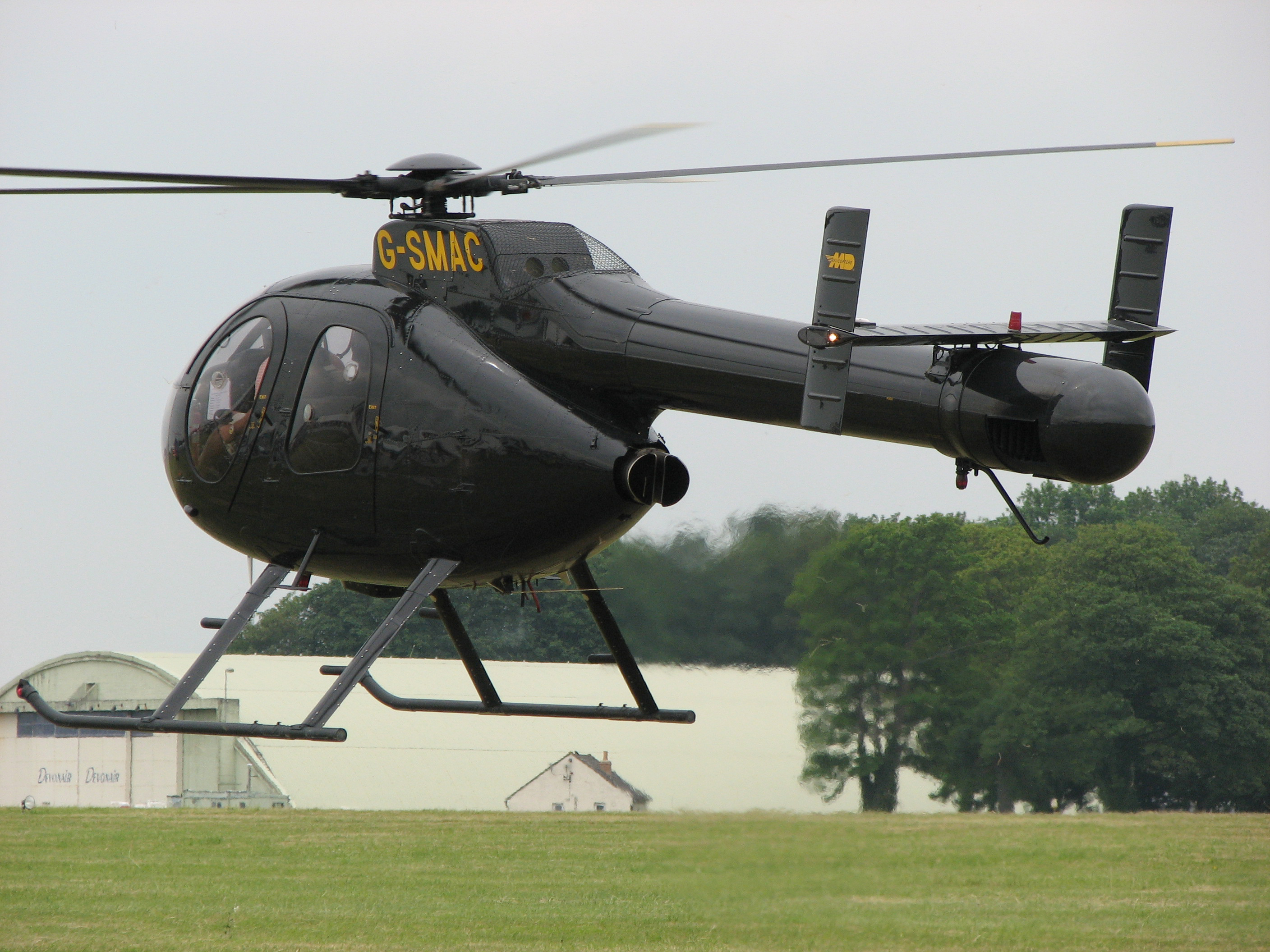
ام‌دی 520N با دم بی‌پروانه

مدل 520N انقلابی در صنعت بالگرد را به نمایش درآورد به گونه‌ای که برای نخستین بار یک بالگرد با فناوری دم بی‌پروانه تولید انبوه شد. فناوری دم بی‌پروانه که ترکیبی از پژوهش‌های مهندسان هیوز و مک‌دانل داگلاس است کارکرد مشابهی با ملخ دُم بالگرد دارد و نیروی ضدگشتاور را حول محور عمودی برای بالگرد تأمین می‌کند. از آنجایی که بالگرد ام‌دی برای امداد و نجات و خدمات شهری کاربرد گسترده دارد، وجود این نوع سامانهٔ ضدگشتاور ایمنی بیشتری برای تیم امداد و نجات و پرستاران یا شهروندان فراهم می‌کند. موارد زیادی از زخمی‌شدن و مرگ شهروندانی که با بالگرد آشنایی نداشتند و به ملخ دم نزدیک شدند گزارش شده‌است و فناوری دم بی‌پروانه این ریسک را در ام‌دی 520N برطرف کرده‌است.
در سال ۱۹۸۹ شرکت مک‌دانل داگلاس تصمیم گرفت مدلی با نام 530N برای پروازهای سخت در گرما و ارتفاع طراحی کند که در نهایت این پروژه لغو شد. پس از بررسی‌ها مهندسان به این نتیجه رسیدند که فرق چندانی بین 530N و 520N وجود نخواهد داشت و بالگرد ۵۲۰ تمامی نیازهای مشتریان را برآورده می‌کند و نیازی به ۵۳۰ وجود ندارد؛ در سال ۲۰۰۰ تصمیم گرفتند مدل 520N را با موتور آلیسون مدل ۲۵۰ +C20R ارائه کنند زیرا در روزهای گرم تابستان، ۳ تا ۵ درصد توان بیشتری ارائه می‌داد و کارکرد بهتری نسبت به دیگر مدل‌های آلیسون داشت. همچنین با تغییر در دریچهٔ کروی فن و افزایش زاویهٔ پره‌های فن دُم دمندگی آن را افزایش دادند که باعث شد فن دم، توان کمتری از موتور بگیرد و درنتیجهٔ کاهش مصرف سوخت، بُرد مسافتی بالگرد نیز افزایش یابد.

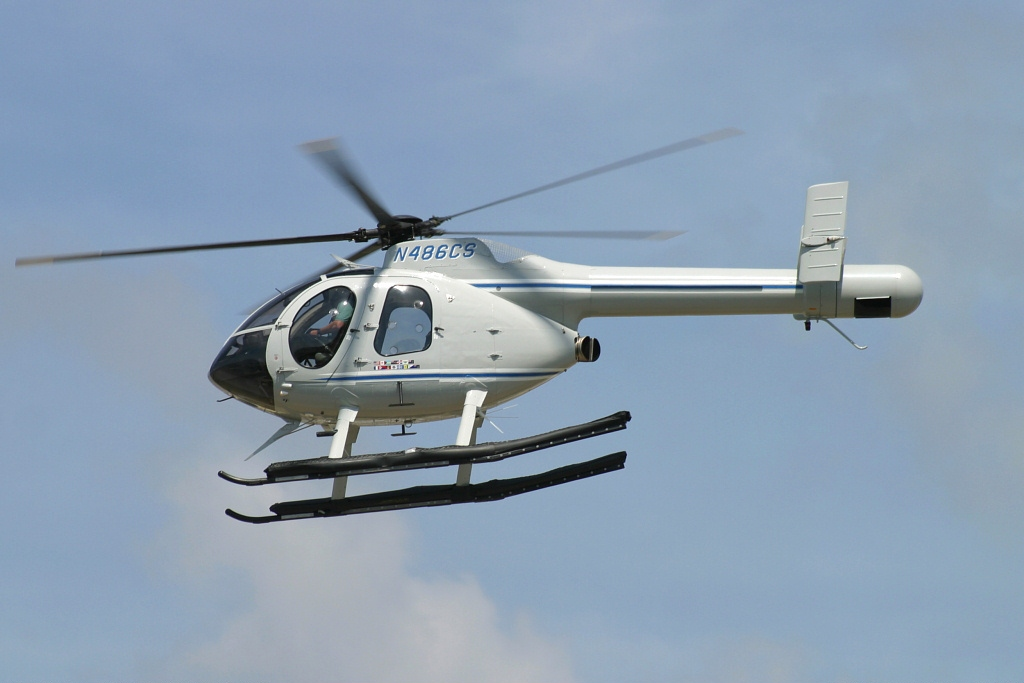
520N فرانسه
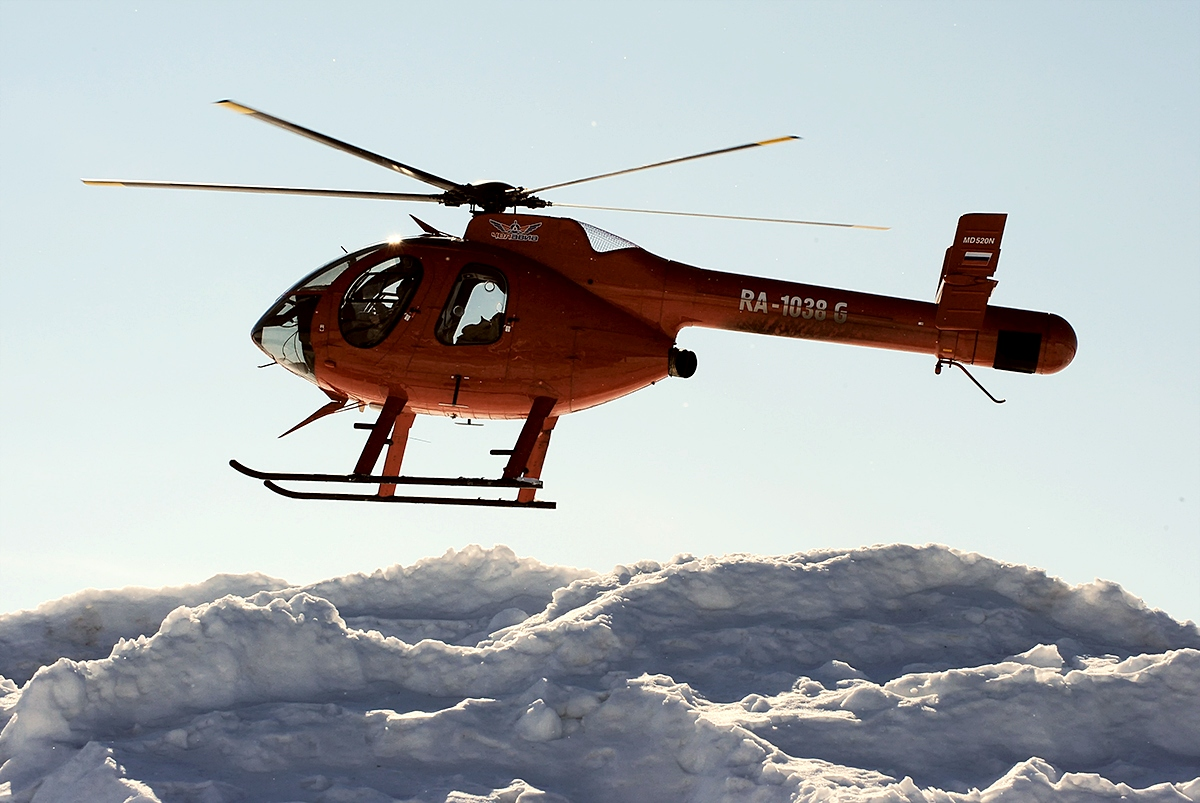
520N در برفهای روسیه
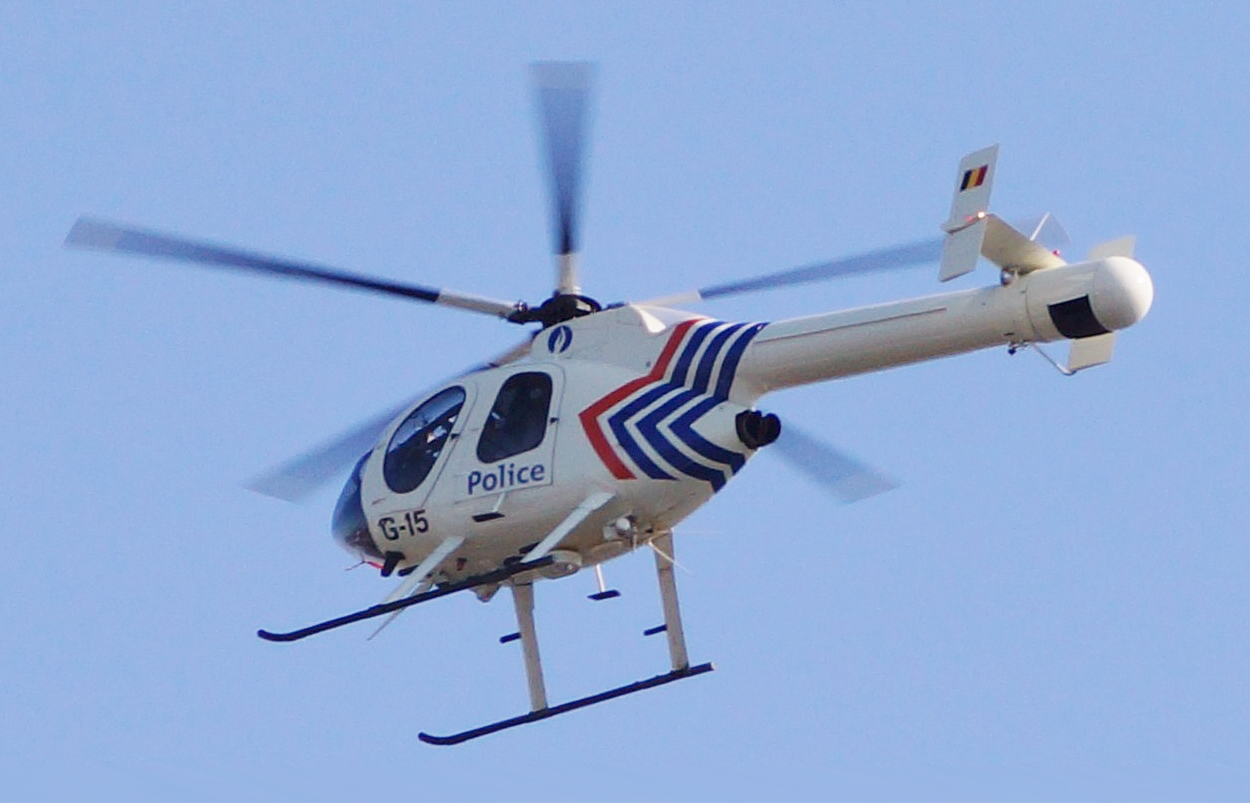
520Nپلیس بلژیک
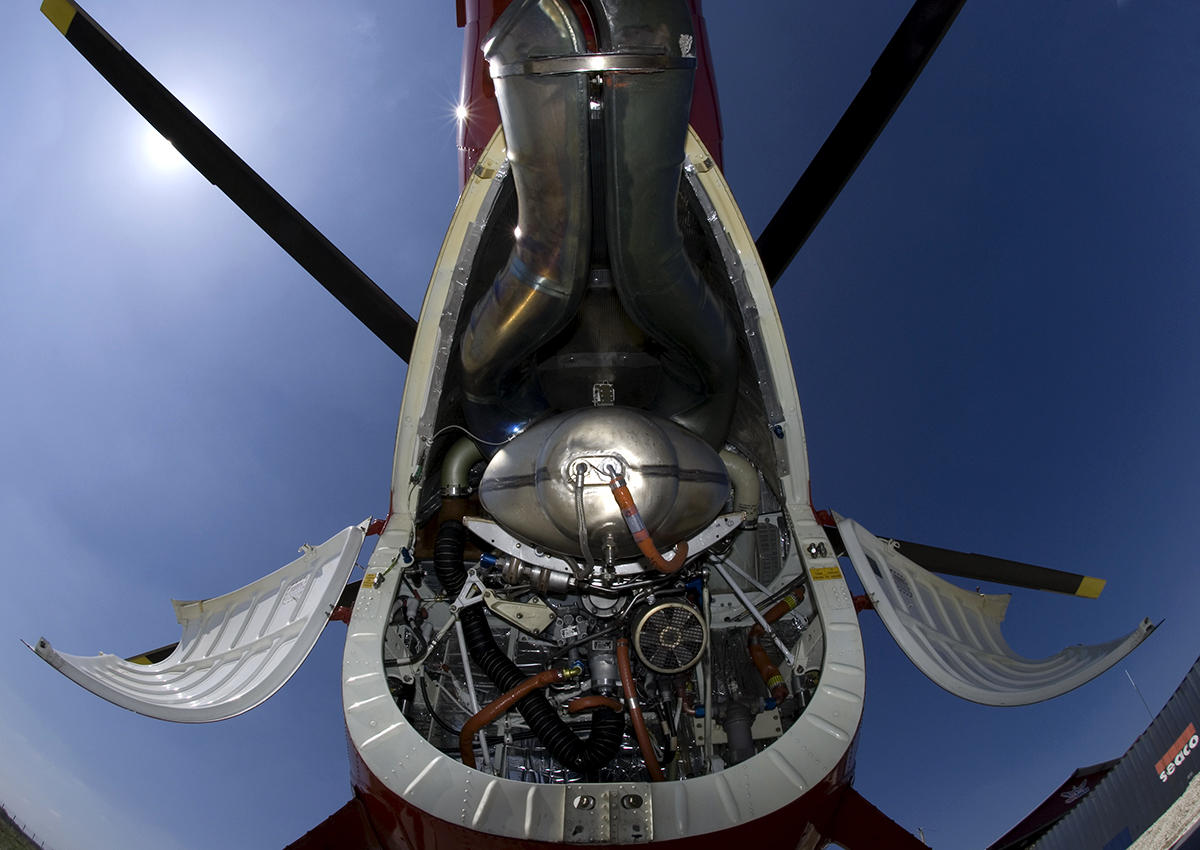
520N موتور (+C20R)

## پیشینهٔ عملیاتی

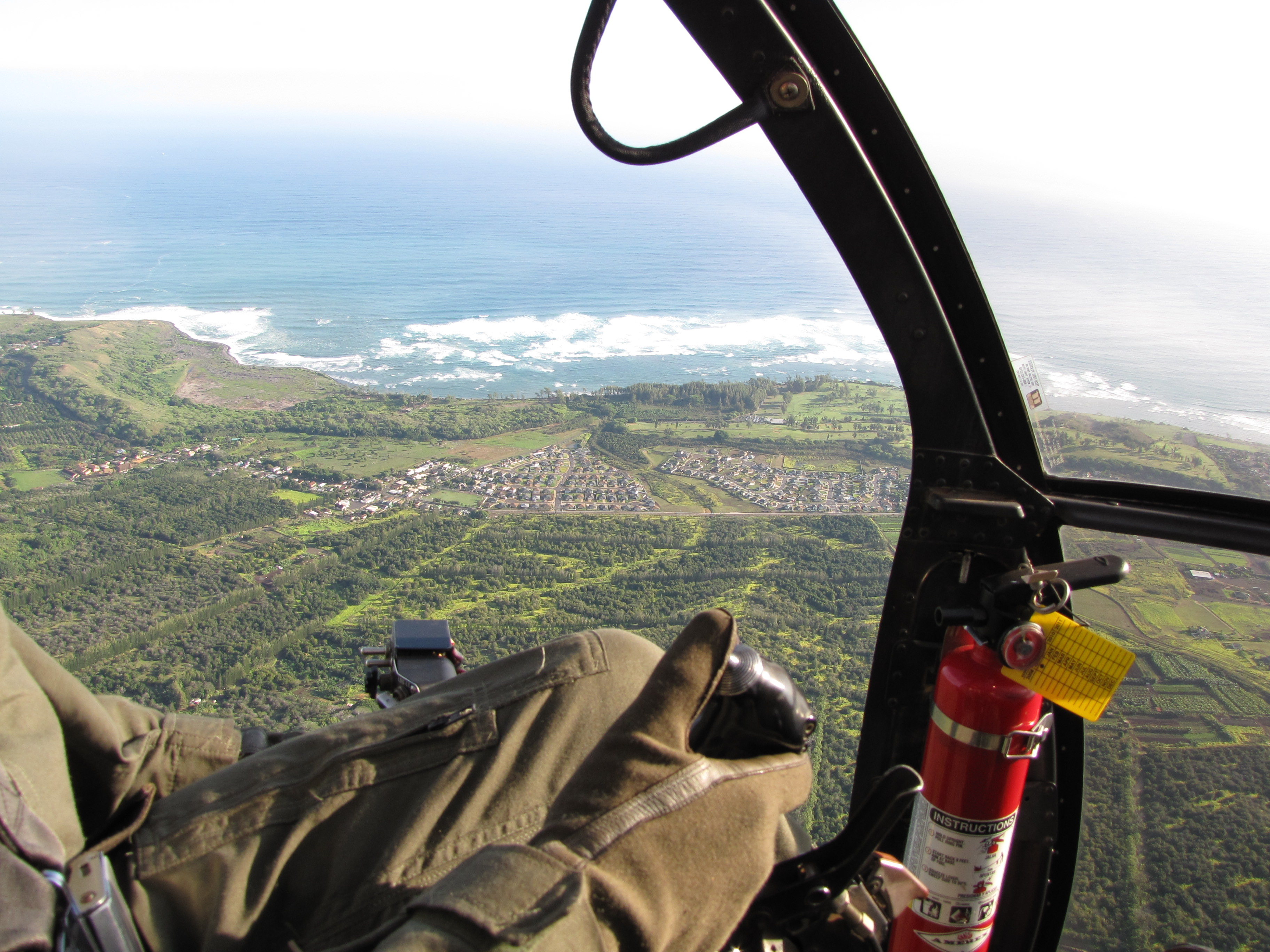
مدل 500E در هاوایی

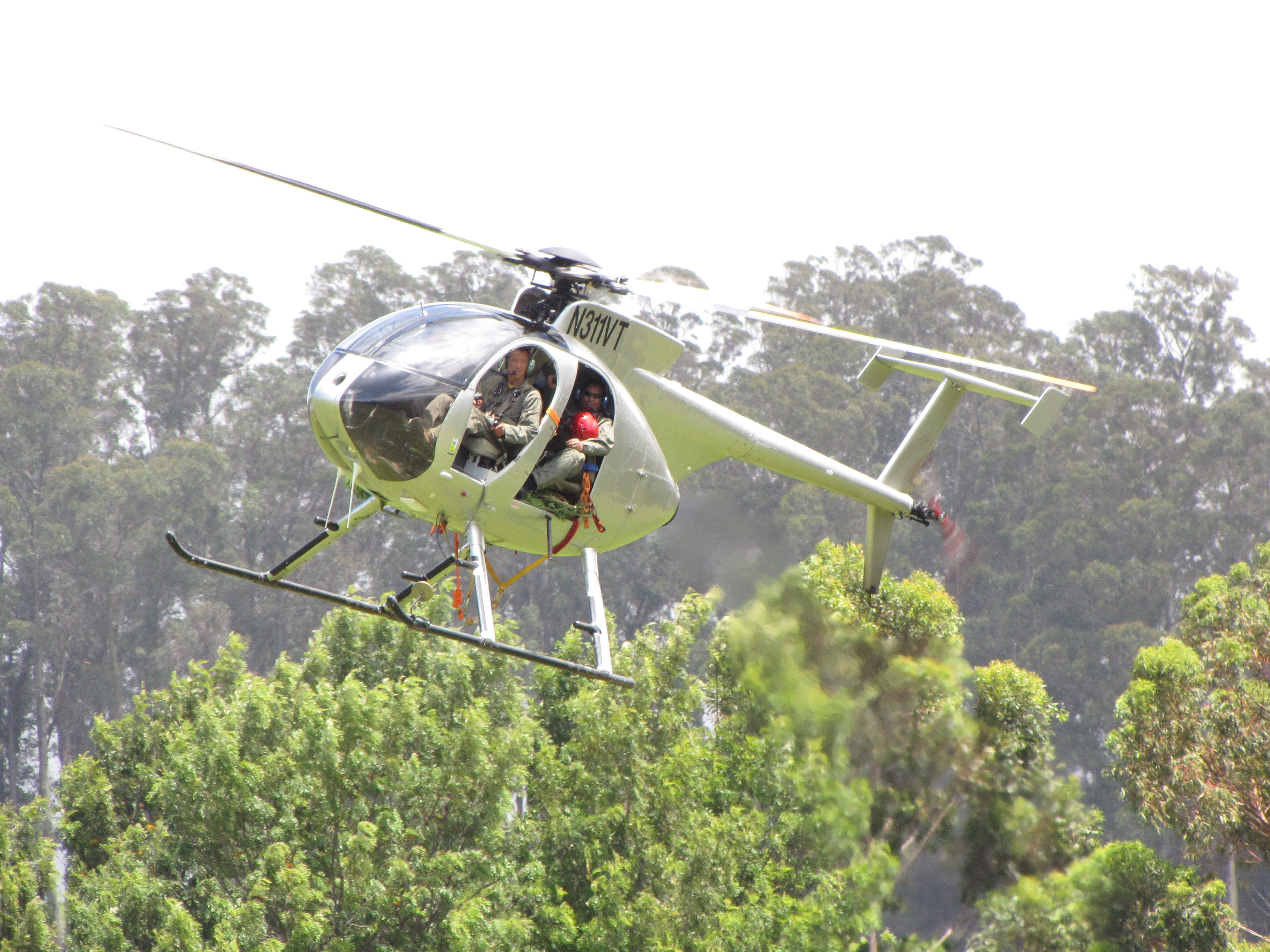
نمای بیرون از کابین مدل 530F در هاوایی

### السالوادور
در طول جنگ داخلی السالوادور، نیروی هوایی این کشور ۶ فروند ام‌دی ۵۰۰-دی در ناوگان داشت و در سال ۱۹۸۳ ۹ فروند ام‌دی ۵۰۰-ای نیز به آن اضافه شد تا در مجموع ۱۵ فروند در ناوگان داشته باشد. نیروی هوایی السالوادور بالگردها را با تیربار مینی‌گان با مهمات ۷٫۶۲ ناتو و راکت هدایت‌نشدنی مسلح کرد و برای امور شناسایی نیز به‌کار برد. دو فروند ام‌دی ۵۰۰ در جریان جنگ بوسیلهٔ استرلا ۲ سرنگون شدند و در پایان جنگ داخلی، در مجموع ۷ فروند ام‌دی-۵۰۰ از هر دو نوع عملیاتی ماندند.

### کره شمالی
در سال ۱۹۸۵ کره شمالی موفق شد با دور زدن تحریم‌های آمریکا در قالب یک معاملهٔ به‌ظاهر عادی، تعداد ۸۷ فروند ام‌دی ۵۰۰ غیرنظامی را از آلمان غربی خریداری کند. با مشاهدهٔ بالگردها در کره شمالی توسط جاسوسان سازمان اطلاعات مرکزی آمریکا این معامله پنهان توسط ایالات متحده شناسایی شد و با بستن راه‌های معامله، از ادامهٔ آن جلوگیری کردند. گزارش‌ها حاکی از آن است که حدود ۶۰ فروند از آن بالگردها با تیربار تجهیزشدند تا بعنوان بالگرد مسلح در رزم از آنها استفاده کنند. کره جنوبی نیز دارای ام‌دی ۵۰۰ بود و حتی آن را تحت لیسانس آمریکا در کره جنوبی تولید می‌کرد. از این رو برای کره شمالی داشتن بالگرد ام‌دی-۵۰۰ که شبیه بالگرد کره جنوبی بود، مزیت به حساب می‌آمد. کره شمالی با رنگ‌آمیزی بالگردهای خود به رنگ نیروی هوایی کره جنوبی نیروهای زمینی آن کشور را فریب می‌داد و اقدام به عملیات خرابکاری و هجومی در خاک کره جنوبی می‌نمود.
سرانجام برای نخستین بار این بالگردها در سال ۲۰۱۳ بروزرسانی شده و در مراسم بزرگداشت پیروزی کره شمالی در جنگ کره در رژه‌ای در پیونگ‌یانگ به نمایش درآمد. در این نمایش بالگردها که به طرز قابل قبولی مسلح شده بودند به نمایش درآمدند که از تجهیزات آن می‌توان به ۹کی۱۱ مالیوتکا نصب شده در زیر بالچه‌های بالگرد اشاره کرد.

## گونه‌ها

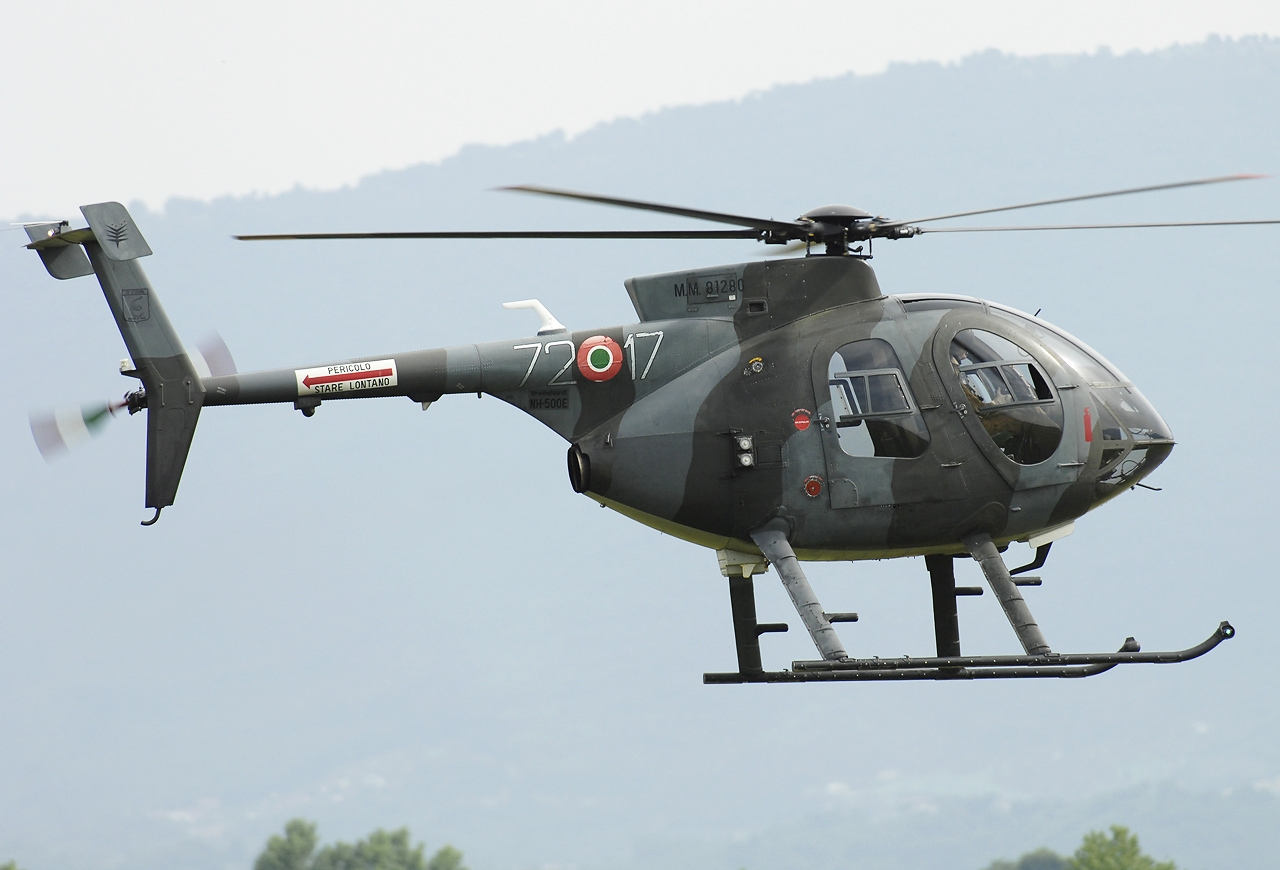
500E مونتاژ ایتالیا

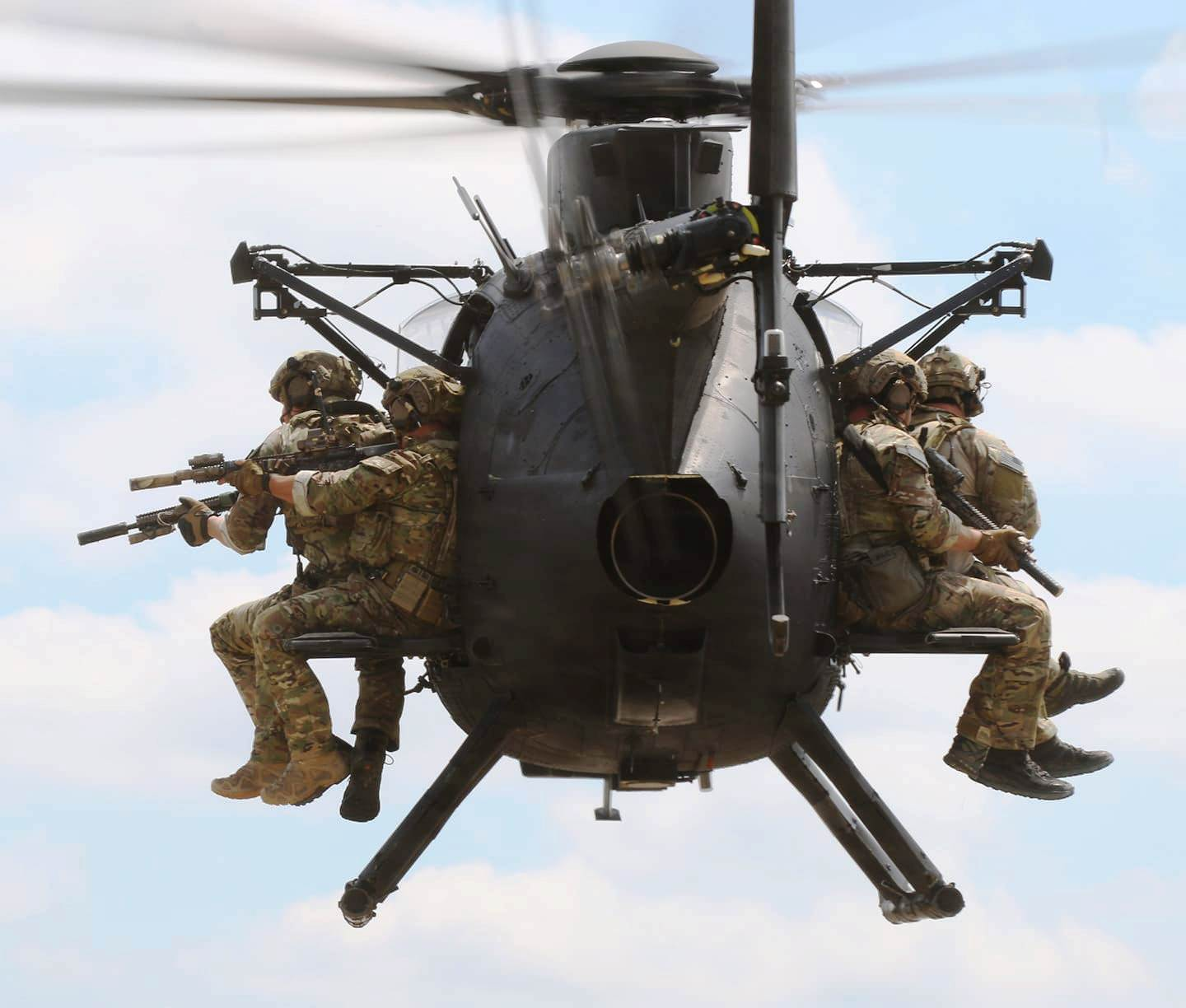
ام‌اچ۶ پرنده کوچک ایالات متحده آمریکا

۳۶۹
نخستین پیش‌نمونه نظامی ساخت هیوز با کد YOH-6A که برای آزمایش بود. (۱۹۶۲ میلادی)
369A
نسخه تولید انبوه شده نظامی با نام هیوز اواچ-۶ کایوس (۱۹۶۵)
MD 500C (369H)
یک مدل ۵ صندلی نسخه بهبودیافته غیرنظامی برای مصارف تجاری و ترابری که با موتور آلیسون C18B با قدرت ۳۱۷ اسب بخار ارائه شد. (۱۹۶۶)
Kawasaki-Hughes 369HS
تحت لیسانس هیوز، توسط صنایع سنگین کاوازاکی در ژاپن با نام OH-6J تولید شد.
MD 500M Defender (369HM)
نسخه نظامی صادراتی از ام‌دی ۵۰۰ مشابه با ام‌دی ۵۰۰ دیفندر (۱۹۶۸)
MD 500C (369HS)
مدل ۴ صندلی بهود یافته که از موتور آلیسون C20 با توان ۴۰۰ اسب بخار برخوردار بود. (۱۹۶۶ مجوز گرفت)
MD 500C (369HE)
همان مدل 369HS است که با فضای بیشتر کابین تولید شد. (۱۹۶۹)
MD 500D (369D)
نسخه تجاری جدید با موتور آلیسون C20B و توان ۴۲۰ اسب بخار. (۱۹۷۶ مجوز گرفت)
MD 500E (369E)
نسخه کاملاً بازنگری شده توسعه یافته از 500D با طراحی دماغهٔ نوک‌تیز برای نخستین بار. (۱۹۸۲ مجوز گرفت)
NH-500E
همان مدل 500E ولی در ایتالیا توسط شرکت «بردا ناردی» مونتاژ شد. شرکت بردا ناردی در آگوستا ادغام شد.
MD 500N
همان 500E با فناوری دم بی‌پروانه است و در سال ۱۹۹۱ ارائه شد. این مدل دارای یک دستگاه موتور آلیسون C20R/2 با توان ۴۵۹ اسب بخار است. (۱۹۹۱)
MD 530F (369F)
همان 500E ولی ویژهٔ گرما و ارتفاع با یک دستگاه موتور آلیسون C30HU با توان ۶۵۰ اسب بخار. (۱۹۸۴ مجوز گرفت)
MD 530G B2
آخرین و پیشرفته‌ترین نسخه‌ی تهاجمی ام‌دی530 است. این بالگرد دارای یک موتور 425 اسب بخاری و کابین تمام شیشه‌ای است.

### نظامی
هیوز اواچ-۶ کایوس
همان هیوز 369A اولیه بود. (۱۹۶۵)
ام‌دی ۵۰۰ دیفندر
نسخه نظامی برای حمله به زمین و پشتیبانی هوایی نزدیک است. (۱۹۷۶)
ام‌اچ۶ پرنده کوچک
نسخه کم‌صدا و نیرومند برای عملیات ویژه تکاوران آمریکا با موتور آلیسون T63-A-5A و توان ۴۲۵ اسب بخار است. (۱۹۸۰ وارد خدمت شد)
بوئینگ ای‌اچ-۶
یک مدل نظامی است که سامانه‌های بالگردی بوئینگ آن را برپایهٔ 530F توسعه داد و تبدیل به پهپاد کرد. این پهپاد در موارد نظامی تهاجمی یا غیرنظامی شناسایی کاربرد دارد.

## کاربران

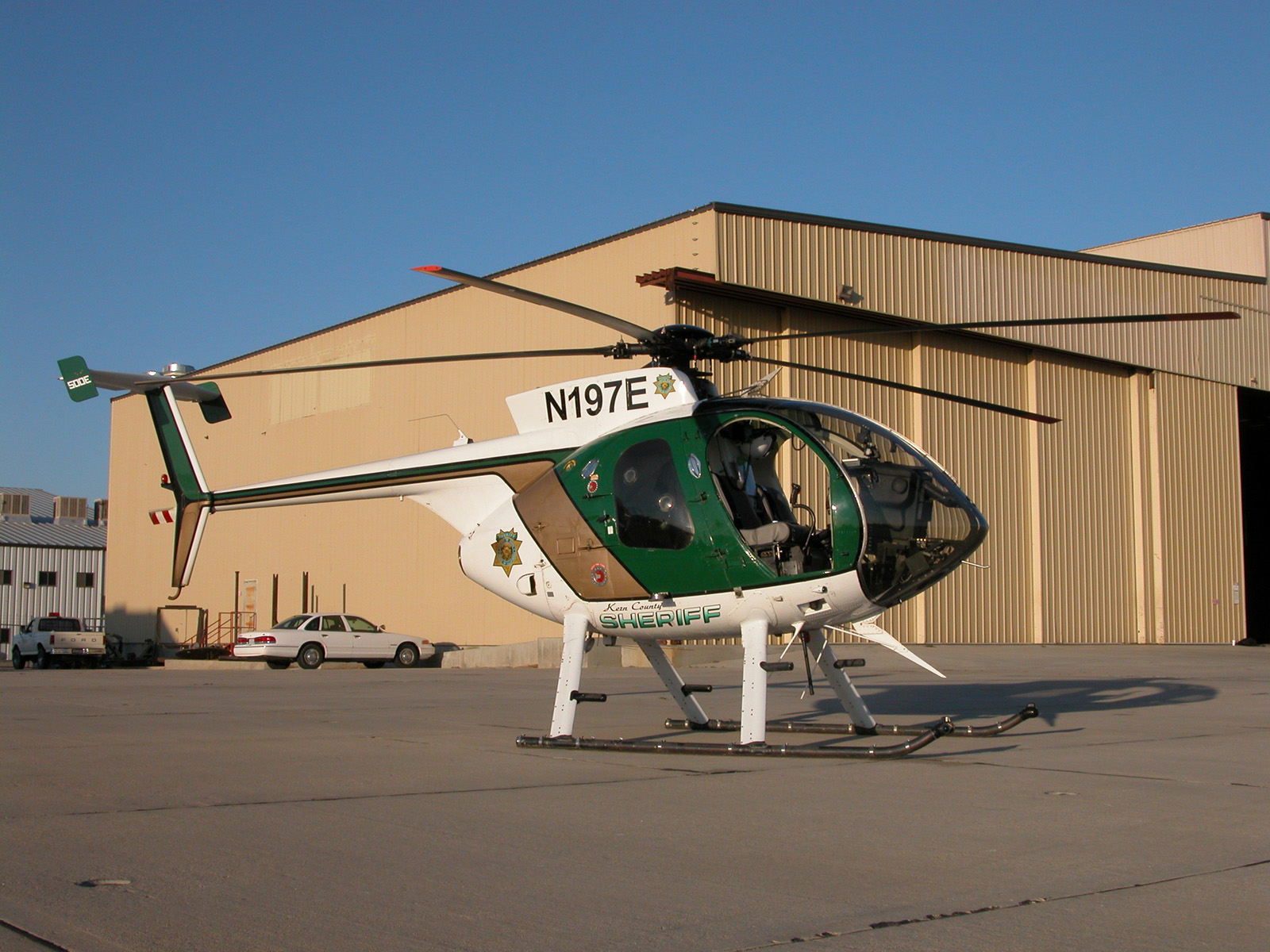
MD 500E از پلیس آمریکا

بالگردهای خانواده ام‌دی ۵۰۰ به‌طور گسترده در شرکت‌های خصوصی، خدماتی، امداد و نجات، گشت پلیس، تیم‌های نظامی و امنیتی در سرتاسر جهان کاربرد دارند که نام بسیاری از آنها در فهرست زیر وجود ندارد.
 بلژیک (پلیس فدرال)
 کلمبیا (پلیس)
 کاستاریکا (شناسایی هوایی)
 اکوادور (پلیس)
 فنلاند (هنگ آموزش خلبانی ارتش)
 مجارستان (پلیس)
 ایتالیا (جنگل‌بانی)
 کنیا (ارتش) ۶ فروند 530F مسلح در سال ۲۰۱۸ تحویل گرفت.
 کره شمالی (نیروی هوایی)
 ایالات متحده آمریکا (بلک‌واتر - پلیس - آتشنشانی)

## مشخصات

### مدل 500C
منبع اطلاعات The International Directory of Civil Aircraft
مشخصات عمومی
- خدمه: ۱–۲
- گنجایش:  درکل ۵ صندلی
- طول: 30 ft 10 in (9.4 m)
- قطر پروانه بالگرد: 26 ft 4 in (8.03 m)
- ارتفاع: 8 ft 2 in (2.48 m)
- وزن خالی: 1,088 lb (493 kg)
- بیشینه وزن برخاست: 2,250 lb (1,157 kg)
- پیشرانه هواگرد: ۱× Allison 250-C20 Turboshaft, 278 hp (207 kW)  هرکدام

 عملکرد 
- سرعت بیشینه: 152 knots (175 mph, 282 km/h)
- سرعت پیمایش: 125 kn (144 mph, 232 km/h)
- برد: 375 mi (605 km)
- سقف پروازی: 16,000 ft (4,875 m)
- نرخ اوج‌گیری: 1,700 ft/min (8.6 m/s)

### مدل 500E
منبع اطلاعات "MD Helicopters web site" (PDF). Archived from the original (PDF) on 2012-01-22.
مشخصات عمومی
- خدمه: ۱–۲
- گنجایش:  5 total
- طول: 30.81 ft (9.4 m)
- قطر پروانه بالگرد: 26.4 ft (8.1 m)
- ارتفاع: 8.4 ft (2.6 m)
- دیسک: مساحت 586.8 ft² (54.5 m²)
- وزن خالی: 1,481 lb (672 kg)
- بیشینه وزن برخاست: 3,000 lb (1,361 kg)
- پیشرانه هواگرد: ۱× Allison 250-C20B Turboshaft, 420 hp (313 kW)  هرکدام

 عملکرد 
- سرعت بیشینه: 152 knots (175 mph, 282 km/h)
- سرعت پیمایش: 135 kn (155 mph, 250 km/h)
- برد: 267 mi (429 km)
- سقف پروازی: 16,000 ft (4,877 m)
- نرخ اوج‌گیری: 1,770 ft/min (9 m/s)

### مدل 530F
منبع اطلاعات The International Directory of Civil Aircraft
مشخصات عمومی
- خدمه: ۱ یا ۲
- گنجایش:  درمجموع ۵ سرنشین با احتساب خلبانان
- طول: 32 ft 7 in (9.94 m)
- قطر پروانه بالگرد: 27 ft 4 in (8.33 m)
- ارتفاع: 8 ft 9 in (2.48 m)
- دیسک: مساحت 587.5 sq ft (54.6 sq m)
- وزن خالی: 1,591 lb (722 kg)
- بیشینه وزن برخاست: 3,550 lb (1,610 kg)
- پیشرانه هواگرد: ۱× Allison 250-C30 Turboshaft, 650 hp (485 kW)  هرکدام

 عملکرد 
- سرعت بیشینه: 152 knots (175 mph, 282 km/h)
- سرعت پیمایش: 135 kn (155 mph, 250 km/h)
- برد: 232 nmi (267 mi, 430 km)
- سقف پروازی: 18,700 ft (5,700 m)
- نرخ اوج‌گیری: 2,070 ft/min (10.5 m/s)